# Lucho Gatica
Luis Enrique Gatica Silva (Rancagua, 11 de agosto de 1928-Ciudad de México, 13 de noviembre de 2018), más conocido artísticamente como Lucho Gatica, considerado el «rey del bolero», fue un cantante de boleros y actor chileno, considerado uno de los mayores y más influyentes exponentes del bolero. Fue padre del actor mexicano Luis Gatica y tío del productor musical chilenoestadounidense Humberto Gatica.

## Biografía

### Orígenes y primeros años (1928-1946)
Sus padres fueron Agustín Gatica, comerciante y pequeño agricultor, y Juana Silva. Tras la muerte de su padre, ocurrida el 10 de febrero de 1933, en su niñez pasó muchas privaciones al igual que sus siete hermanos.
Fue Arturo Gatica, diez años mayor y que había iniciado su carrera musical hacia 1938, quien impulsó los primeros pasos musicales de su hermano. Lucho Gatica estudió en el Instituto O'Higgins de Rancagua, dependiente de la congregación católica de los Hermanos Maristas, y en 1941 empezó a cantar en revistas de gimnasia y en la radio de Rancagua, a dúo con su hermano, a los trece años. En 1943, grabó el primer disco de su vida: un acetato registrado en la misma radio con tres tonadas, una de ellas llamada «Negra del alma», y acompañado por las guitarras de dos amigos: Antonio Muñoz y Ernesto Rosson.
Arturo acogió también a Lucho cuando este llegó a Santiago en 1945, cuando fue matriculado en el Instituto Alonso de Ercilla, también dependiente de los Hermanos Maristas, donde tuvo entre sus compañeros a Andrés Zaldívar, futura figura de la política chilena. Un año más tarde, en 1946, el estudiante Gatica se inscribió además en la Escuela Industrial n.º 2 de Santiago para optar al título técnico de mecánico dental. Al mismo tiempo, Arturo llevó a su hermano a la estación Radio Minería para presentarlo al locutor Raúl Matas, quien tenía allí el programa La feria de los deseos. Con sus dieciocho años, Lucho Gatica cantó «Tú, dónde estás».

### Debut y primeros éxitos (1946-1953)

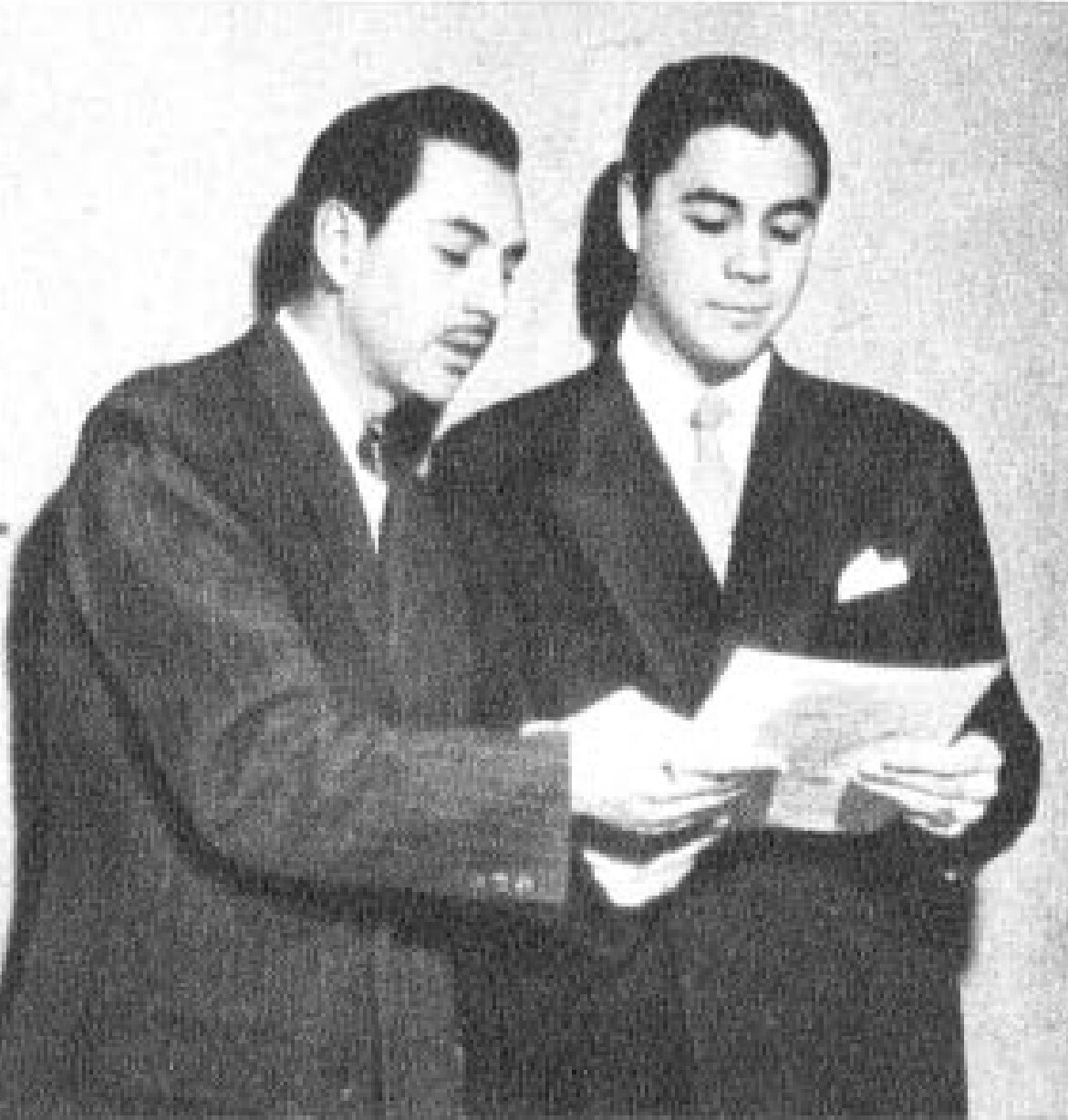
Lucho Gatica (derecha) junto a su hermano Arturo en 1952.

En 1949, Raúl Matas gestionó su primera grabación, a dúo con Arturo Gatica y el acompañamiento del Dúo Rey-Silva. Los hermanos grabaron cuatro tonadas en un disco de 78 RPM para la filial chilena del sello Odeón. Estas tenían por títulos «El martirio», «Tú que vas vendiendo flores», «La partida» y «Tilín tolón».
Siempre en un rol paterno, Arturo instó a su hermano a terminar su carrera, y de hecho el diploma que acredita su título de Mecánico Dental le fue entregado el día 31 de julio de 1951, pero el espacio que correspondió a la firma de "interesado" (solicitante del título) quedó en blanco. El dúo de los hermanos Gatica alcanzó a aparecer en la portada de la revista Ecran en atuendos de huasos.
En la década de 1950, Chile experimentó un cambio musical al imponerse el bolero sobre el tango como género musical favorito. En 1951, Lucho conoció en Santiago a la vocalista cubana Olga Guillot y grabó con la orquesta de Don Roy. Su disco sencillo con el tema «Piel Canela» (1951), composición del puertorriqueño Bobby Capó y primeramente grabado por este con la Sonora Matancera, llegó a ser un gran éxito en toda Latinoamérica.
Por intermedio del locutor Raúl Matas, Lucho Gatica conoció en Santiago al Trío Los Peregrinos, que respaldaron con sus voces y guitarras al cantante boliviano Raúl Shaw Moreno, además de los chilenos Fernando Rossi y Pepe González. Gatica decidió grabar con el respaldo del grupo los boleros «Contigo en la distancia», del cubano César Portillo de la Luz, y «Sinceridad» del nicaragüense Rafael Gastón Pérez, para la filial chilena del sello Odeón. Posteriormente, Gatica grabó, esta vez con orquesta del británico Maestro Roberto Inglez, su versión del tema de Consuelo Velázquez, «Bésame mucho», en 1953, año en que produjo dos temas más, «Las muchachas de la Plaza España» y el ya mencionado, «Sinceridad».

### Fama internacional (1953-2000)

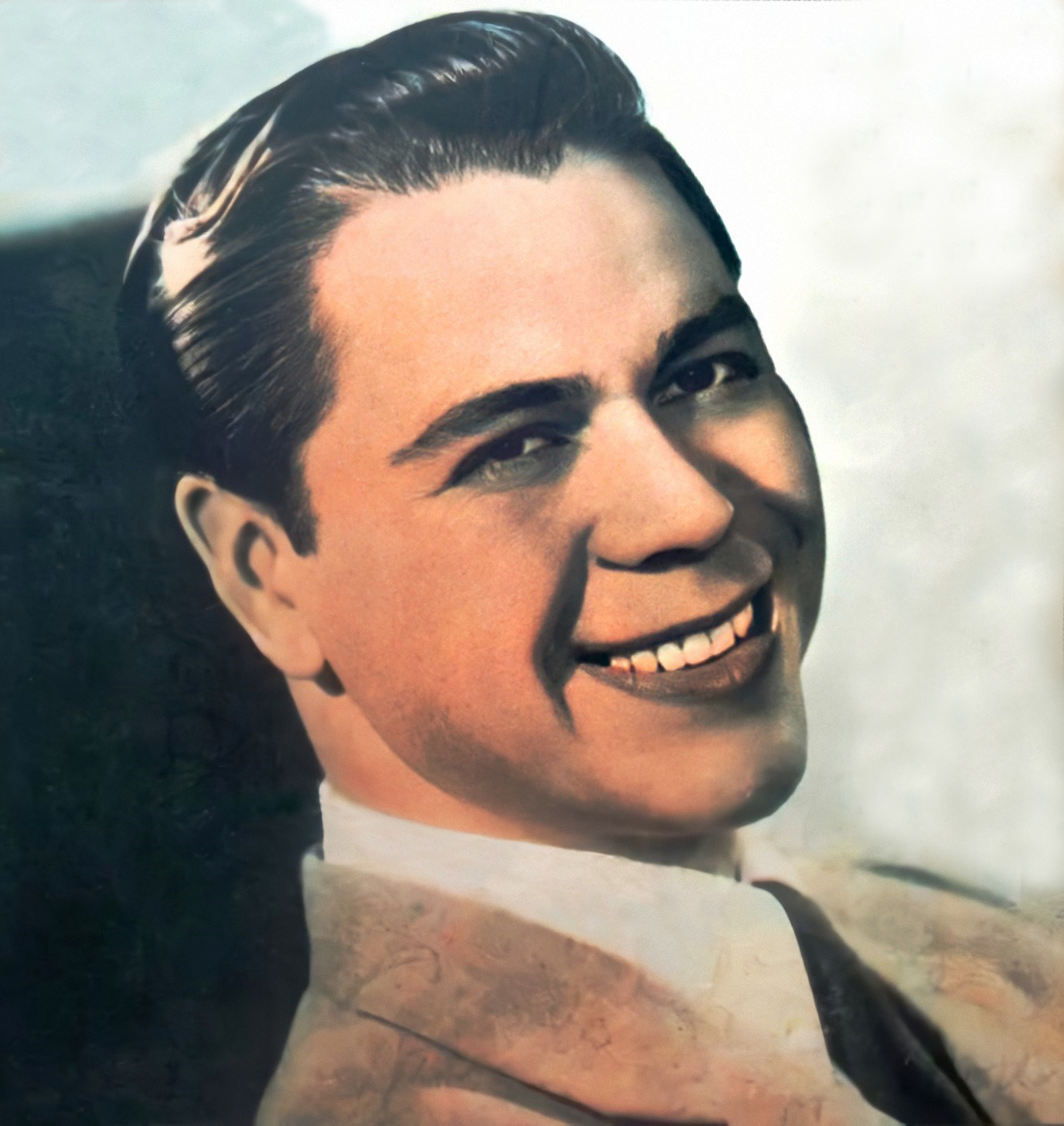
Lucho Gatica, en 1954.

En 1956, inició una gira al exterior que lo llevó a Venezuela. En 1957, Gatica decidió mudarse a México, país que cobraría gran importancia en su vida. Allí lanzó «No me platiques», «Tú me acostumbraste» y «Voy a apagar la luz», este último lanzado en 1959. Por esos años, era ya tan conocido en los ambientes artísticos en los Estados Unidos que la MGM organizó algunas visitas protocolares con las personalidades del espectáculo más celebradas del momento a nivel mundial, incluyendo a Elvis Presley, y el también bolerista Nat King Cole. En 1958, se presentó su primer disco en formato LP. Dos de sus tres álbumes lanzados ese año fueron compilaciones de sus grabaciones más conocidas en formato de 78 RPM, el tercero se llamó Encadenados, que incluía el bolero homónimo). Más tarde, Gatica decidió residir permanentemente en México.
En 1961, Lucho Gatica comenzó a manifestar los primeros problemas vocales, un desgaste que se acentuaría en los años siguientes y que incidiría en su baja producción discográfica.[cita requerida]
En 1995, recibió un gran homenaje en Miami, de parte de artistas diversos como Monna Bell, Celia Cruz, Rafael Basurto Lara (Los Panchos), Olga Guillot, Juan Gabriel y José José. En 1996, se desempeñó como presidente del jurado del XXXVII Festival Internacional de la Canción de Viña del Mar, en Chile. Durante este certamen, Juan Gabriel —quien participaba como artista invitado— le rindió nuevamente un homenaje mientras interpretaba un medley con las populares canciones chilenas «Yo vendo unos ojos negros/Ende que te vi».[cita requerida]

### Matrimonios e hijos
Mientras él residía en México, contrajo matrimonio el 21 de mayo de 1960 con la actriz puertorriqueña María del Pilar Mercado, conocida artísticamente como Mapita Cortés, quien también residía en aquel país. De esta unión, que duró 18 años, la pareja tuvo cinco hijos, entre ellos el primogénito, Luis Antonio Gatica Cordero (n. 1961), actor, y el menor, Alfredo Gatica Cordero, productor musical. Tras el divorcio, Gatica se mudó a Estados Unidos.
Su segundo matrimonio fue con una modelo estadounidense a quien conoció a comienzos de los años 1980, con quien estuvo casado seis años y con quien tuvo a su sexta hija, Luciana. Tras la separación, en 1986 se casó con Leslie, veinte años menor, con quien procreó a su hija menor, Lily Gatica.[cita requerida]

### Últimos años (2000-2018)

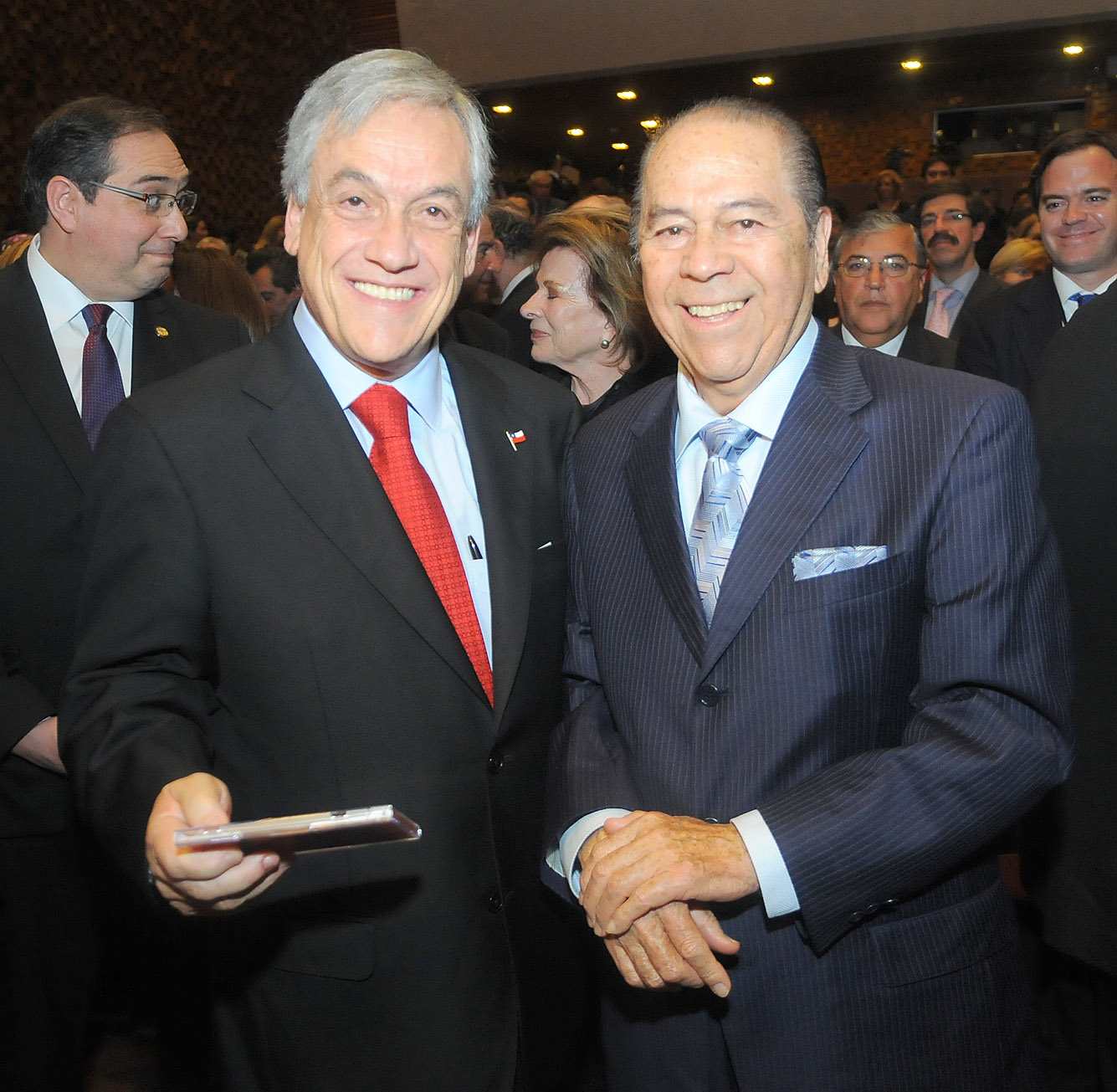
Lucho Gatica, junto al presidente Sebastián Piñera (2011).

En agosto de 2000, Gatica recibió un homenaje en Rancagua, su ciudad natal. En 2002, Lucho Gatica fue invitado al XLIII Festival Internacional de la Canción de Viña del Mar donde recibió un homenaje junto al cantante y compositor Antonio Prieto. Días después, el 1 de marzo, recibió del Gobierno de Chile la Orden al Mérito Gabriela Mistral, por su aporte a la historia musical chilena. Ese mismo año, lanzó su álbum de grandes éxitos, 50 canciones inmortales.
No fue hasta 2007 que Gatica se reencontró con el público chileno, gracias a su participación como jurado en el programa de concurso de franquicia Cantando por un sueño, emitido por Canal 13, donde fue homenajeado nuevamente. Ese mismo año, Gatica firmó un contrato de grabación con la empresa Aurafonic Records para producir un álbum de diversos temas exitosos y material inédito que, según afirmó, sería su último disco, pese a que su voz ya estaba en decadencia. El 7 de noviembre de 2007 recibió el «Grammy Latino a la Excelencia», junto a otros destacados artistas. En diciembre de 2007, lanzó al mercado su propia línea de vinos llamada «Lucho Gatica es bolero».
El 25 de enero de 2008, Gatica fue inmortalizado en una estrella (la número 2354) del paseo de la fama de Hollywood, siendo el segundo chileno —después de Don Francisco— en recibir tal reconocimiento.
En 2010 participó en el álbum Dj Who presenta 2000–2009 de "Dj Who", compartiendo escenario con los intérpretes de rap Anita Tijoux y Solo di Medina en una versión nueva de su tema clásico «Solamente tú».
En 2013 lanzó el disco Historia de un amor, que cuenta con nuevas versiones de boleros que canta a dúo con figuras de la música mundial, como Laura Pausini, Nelly Furtado y Michael Bublé, entre otros.
En 2018, a propósito de su cumpleaños número 90, se develó en el Teatro Regional de su natal Rancagua una estatua en bronce con las figuras de Lucho Gatica y su hermano Arturo de poco más de dos metros de altura.
Lucho Gatica falleció el 13 de noviembre de 2018 en la Ciudad de México.

## Discografía

### Discos de estudio
- La voz continental (LP / Musart / M186 / México / 1953)
  - A1. Di que me quieres.
  - A2. Ya no me quieres.
  - A3. Vida mía.
  - A4. Despierta corazón.
  - B1. Aunque tu no me quieras.
  - B2. Prohibido.
  - B3. La volví a encontrar.
  - B4. Quiéreme.
- Inolvidables con Lucho (1958)
- El gran Gatica (1958)
- Encadenados (1958)
- Canciones de huasos y gauchos (1959)
- Lara by Lucho (1960)
- Lucho Gatica (1964)
- Mis primeros éxitos (1964)
- Lucho Gatica y el folklore argentino (1973)
- Simplemente María (1976)
- La voz de... Lucho Gatica (1977)
- 40 años cantándole al amor (1992)
- Lo que me queda por vivir (1996)
- Historia de un amor (2013)

### Discos recopilatorios
- Lucho Gatica (1976)
- Ídolos de siempre (?)
- Tuyo para siempre (1997)
- 50 canciones inmortales (2002)

## Filmografía
Gatica participó en una serie de películas, la mayoría de ellas filmadas en México en las décadas de 1950 y 1960.
- No me platiques más (1956).
- ¡Que seas feliz! (1956).
- Teatro del crimen (1957), como él mismo.
- Tinieblas (1957), como cantante.
- Pepito y los robachicos (1958).
- A sablazo limpio (1958), como "La Máscara Solitaria".
- Cada quién su música (1959).
- Viva la parranda (1960).
- Las canciones unidas (1960).
- Cucurrucucú Paloma (1965).
- Un Latin lover en Acapulco (1968).
- Me casé con un cura (1968).
- La guerra de papá (1977).
- El secreto de la ouija / Don't Panic (1988), como "Luis".
- Entre tinieblas / Dark Habits (1983).

### Distinciones individuales
| Distinción | Año  |
| --- | ---- |
| Salón de la fama de los Grammy Latinos por la interpretación de los singles "La Barca" del año 1960 y "El Reloj" de 1959. | 2001 |
| International Latin Music Hall of Fame                                                                                    | 2001 |
| Premio Grammy Latino a la Excelencia Musical                                                                              | 2007 |
| Estrellas del paseo de la fama de Hollywood                                                                               | 2008 |